# Nutzotin Mountains
Die Nutzotin Mountains bilden einen Gebirgszug im Südosten Alaskas bis ins kanadische Territorium Yukon.
Die Nutzotin Mountains stellen eine östliche Fortsetzung der Alaskakette dar. Sie erstrecken sich östlich der Mentasta Mountains und nördlich der Wrangell Mountains und bedecken eine Fläche von etwa 4250 km². Im Nordwesten begrenzt der Nabesna River das Gebirge, im Südosten der White River. Die südliche Abgrenzung zu den Wrangell Mountains bilden die Flussläufe von Cooper Creek, Notch Creek und Geohenda Creek. Nördlich der Nutzotin Mountains erstreckt sich eine Tiefebene. Der Chisana River durchfließt den Gebirgszug in nördlicher Richtung und teilt diesen in einen westlichen und in einen östlichen Teil. Snag Creek und Beaver Creek entwässern den östlichen Teil des Gebirgszuges nach Norden. Die höchste Erhebung bildet der Mount Allen mit 2890 m. Die Nutzotin Mountains besitzen zwei leicht vergletscherte Bergmassive.
Auf US-amerikanischer Seite liegt der Gebirgszug innerhalb der Wrangell-St. Elias National Preserve, ein dem Wrangell-St.-Elias-Nationalpark angegliedertes Schutzgebiet.